# Plastophora sinuosa
Plastophora sinuosa är en tvåvingeart som beskrevs av Borgmeier 1961. Plastophora sinuosa ingår i släktet Plastophora och familjen puckelflugor. Inga underarter finns listade i Catalogue of Life.